# Benedikt Martini
Benedikt Martini (auch: Martens; * 25. November 1608 in Preetz; † 10. Oktober 1685 in Schleswig) war ein evangelischer Theologe.

## Leben
Martini wurde als Sohn des Pensionsbetreibers und Gastwirtes Claus Martens und dessen Frau Margaretha, die Tochter des Ratsherrn in Hildesheim Ernst Lesemann und dessen Frau Katharina, geboren. Er hatte nach anfänglicher Privatausbildung, die Schule in Husum, Kiel und Lübeck besucht. Nach kurzem Aufenthalt in Kopenhagen bezog er 1628 die Universität Rostock, wo Johannes Cothmann (1595–1650) und Lucas Bacmeister der Jüngere (1570–1638) seine Lehrer wurden. 1632 wurde er Pfarrer in Bentwisch, 1638 Pfarrer in Kosel und musste sich aufgrund der Kriegseinwirkungen 1643 ins Exil nach Schleswig begeben. Dort wurde er 1646 Archidiakon und 1667 oberster Pastor am Schleswiger Dom, Senior des Konsistoriums, sowie Inspektor der dortigen Schulen.

## Familie
Aus seiner am 9. August 1632 geschlossenen Ehe mit Dorothea (29. September 1608 in Bentwisch; † 21. September 1684 in Schleswig), die Tochter des Pfarrers in Bentwisch Hermann Duncker und dessen Frau Elsabe Meyer, sind fünf Söhne und vier Töchter hervorgegangen. Bekannt sind:
- Karl Martini († jung)
- Benedikt Martini († jung)
- Margaretha Augusta Martini († jung)
- Nikolaus Martini wurde Prof. jur. in Kiel[2]
- Magarethe Lucia Martini (* 11. November 1635 in Bendwisch; † 23. Dezember 1696 in Kappeln) verh. 11. November 1656 in Schleswig mit dem Pastor in Cappel Joachim Zuerg (Zwerg[ius]) († 1679)[3]
- Joachim Ernst Martini wurde Pastor in Rabenkirchen
- Oelegard Martini verh. mit dem Pastor in Rabstete Severin Wedel († vor 1685)
- Ida Dorothea Martini verh. mit dem Pastor in Cathrinherde bei Eiderstedt M. Friedrich Elers
- Christian Martini studierte Jura

## Weblink
- Druckschriften von und über Benedikt Martini im VD 17.